# 주상호 (명)
주상호(朱常浩, 1590년 ~ 1644년)는 중국 명나라의 황족으로 만력제의 다섯째 아들이다.

## 생애
단비 주씨(端妃 周氏) 소생으로 형제들과 황태자 자리를 놓고 다툼을 벌이다 장남 주상락의 황태자 책봉과 함께 서왕으로 봉해졌다. 1627년부터 자신의 영지인 한중에 머물게 되었으나 10년 뒤인 1637년 한중에서 농민반란이 일어나면서 중경으로 몸을 피신했다. 그러나 1644년 장헌충이 주도하는 민란이 중경을 덮쳐 주상호 또한 민란군에게 붙잡혀 가족들과 함께 처형당했다.
주상호는 여색은 가까이 하지 않았으나 재물을 몹시 좋아해서 백성들을 심하게 착취했던 것으로 알려져 있다.